# Hohe Löhr
Die Hohe Löhr ist ein 638,1 m ü. NHN hoher Berg südlich des Dorfes Oberkatz im Landkreis Schmalkalden-Meiningen im Bundesland Thüringen.
Die Hohe Löhr gehört zum Bergmassiv des Gebabergs und ist Teil der Thüringer Rhön.
Der Rhön-Rennsteig-Wanderweg führt über diesen Berg. Seit 2002 findet im Oktober ein Weideabtrieb von der Hohen Löhr statt. Dies ist mittlerweile ein Fest in Oberkatz.